# 5-Nitrovanillin
5-Nitrovanillin (4-Hydroxy-3-methoxy-5-nitrobenzaldehyd) ist ein Derivat des Vanillins, das in 5-Stellung eine Nitrogruppe trägt. Wegen der vielen reaktiven funktionellen Gruppen – neben der Nitrogruppe liegt  eine Hydroxygruppe, eine Methoxygruppe und eine Aldehydgruppe vor – eignet sich 5-Nitrovanillin als Ausgangsstoff für Phenylethylamine, für Coenzym Q und für die gegen Parkinson-Krankheit wirksamen Hemmstoffe der Catechol-O-Methyltransferase (COMT-Hemmer).

## Vorkommen und Darstellung
5-Nitrovanillin wird bei der Nitrierung von Vanillin mit konzentrierter Salpetersäure in Eisessig in einer Ausbeute von 75 % erhalten.
Mit Acetylnitrat als Nitrierungsagens werden in Gegenwart von Kieselgel Ausbeuten bis 88 % erzielt.

## Eigenschaften
5-Nitrovanillin ist ein gelber, kristalliner Feststoff von charakteristischem Geruch, der in Wasser sehr wenig löslich,  in Alkalilaugen beim Erhitzen und in Methanol gut löslich ist. Beim Umkristallisieren aus Essigsäure fällt die Substanz als hellgelbe Tafeln, aus Ethanol als Nadeln aus.

## Anwendungen
5-Nitrovanillin wurde als gelbes Haarfärbemittel in Kombination mit anderen Nitrobenzolfarbstoffen für beständige blonde bis braune Farbtöne patentiert.
Wegen der geringen Löslichkeit von 5-Nitrovanillin in Wasser wird zur Methylierung das gut wasserlösliche Kaliumsalz mit Dimethylsulfat zu 3,4-Dimethoxy-5-nitrobenzaldehyd (5-Nitroveratraldehyd) (22027-96-9) in 91 % Ausbeute umgesetzt.
Bei frühen Arbeiten über psychoaktive Phenylethylamine wurde 3,4-Dimethoxy-5-nitrobenzaldehyd in einer Knoevenagel-Reaktion mit Nitromethan zum entsprechenden Nitrostyrol kondensiert, das elektrochemisch unter Reduktion beider Nitrogruppen zum entsprechenden β-Phenylethylamin reagiert.
Ein wichtiges Zwischenprodukt für die chemische Synthese von Coenzym Q ist 2,3-Dimethoxy-5-methyl-1,4-benzochinon, das in einer vierstufigen Synthese aus 5-Nitrovanillin über 3,4-Dimethoxy-5-nitrobenzaldehyd zugänglich ist.
Demethylierung von 5-Nitrovanillin durch Etherspaltung mittels Bromwasserstoffsäure HBr oder mittels Lithiumhydroxid LiOH und Thiophenol in NMP führt zu 3,4-Dihydroxy-5-nitrobenzaldehyd (DHNB)., 
der als Wirkstoff zur Behandlung von Hyperurikämie und Gicht diskutiert wird.
Größere Bedeutung hat 3,4-Dihydroxy-5-nitrobenzaldehyd (DHNB) als Vorstufe zur Synthese des COMT-Hemmers Entacapon zur Behandlung der Parkinson-Krankheit erlangt. In einer neueren Patentanmeldung wird eine Syntheseroute für den seit 2016 in der EU zugelassenen Wirkstoff Opicapon beschrieben, bei der eingangs 5-Nitrovanillin mit Hydroxylaminhydrochlorid in Dimethylsulfoxid DMSO direkt zum entsprechenden Nitril umgesetzt wird.
Das erhaltene Nitril reagiert mit einem Hydroxamsäurechlorid zu einem in 3- und 5-Stellung substituierten 1,2,4-Oxadiazol als weitere Zwischenstufe.
Mit Hydraziden bildet der Aldehyd 5-Nitrovanillin Hydrazone, die mit Chloramin T zu substituierten 1,3,4-Oxadiazolen cyclisiert werden können.